# Simulium palawanense
Simulium palawanense es una especie de insecto del género Simulium, familia Simuliidae, orden Diptera.
Fue descrita científicamente por Delfinado, 1971.